# Tony (album)
| Recensione | Giudizio |
| ---------- | -------- |
| AllMusic   |          |

Tony è un album in studio del cantante statunitense Tony Bennett, pubblicato dalla casa discografica Columbia Records nel gennaio del 1957.

## Tracce

### LP
Lato A
1. It Had to Be You – 2:57 (testo: Gus Kahn – musica: Isham Jones) – Registrato l'11 settembre 1956 al CBS Studio, New York
2. You Can Depend on Me – 2:11 (Louis Dunlap, Earl Hines, Charles Carpenter) – Registrato l'11 settembre 1956 al CBS Studio, New York
3. I'm Just a Lucky So and So – 3:26 (testo: Mack David – musica: Duke Ellington) – Registrato l'11 settembre 1956 al CBS Studio, New York
4. Taking a Chance on Love – 2:06 (testo: John Latouche, Ted Fetter – musica: Vernon Duke) – Registrato l'11 settembre 1956 al CBS Studio, New York
5. These Foolish Things (Remind Me of You) – 3:26 (testo: Holt Marvell (Eric Maschwitz) – musica: Jack Strachey, Harry Link) – Registrato il 12 settembre 1956 al CBS Studio, New York
6. I Can't Give You Anything But Love – 2:38 (testo: Dorothy Fields – musica: Jimmy McHugh) – Registrato il 13 settembre 1956 al CBS Studio, New York

Lato B
1. Boulevard of Broken Dreams – 2:31 (testo: Al Dubin – musica: Harry Warren) – Registrato il 13 settembre 1956 al CBS Studio, New York
2. I'll Be Seeing You – 2:46 (testo: Irving Kahal – musica: Sammy Fain) – Registrato il 12 settembre 1956 al CBS Studio, New York
3. Always – 2:58 (Irving Berlin) – Registrato il 13 settembre 1956 al CBS Studio, New York
4. Love Walked In – 1:58 (testo: Ira Gershwin – musica: George Gershwin) – Registrato il 12 settembre 1956 al CBS Studio, New York
5. Lost in the Stars – 3:24 (testo: Kurt Weill – musica: Maxwell Anderson) – Registrato il 6 giugno 1956 al CBS Studio, New York
6. Without a Song – 2:50 (testo: William Rose, Edward Eliscu – musica: Vincent Youmans) – Registrato il 12 settembre 1956 al CBS Studio, New York

- Durata brani ricavate dall'album del 2014, Tony, pubblicato dalla Jazz Wax Records (JWR 4554)

## Musicisti
It Had to Be You / You Can Depend on Me / I'm Just a Lucky So and So / Taking a Chance on Love
- Tony Bennett – voce
- Ray Conniff – conduttore orchestra
- Al Epstein – strumento a fiato
- A. Howard – strumento a fiato
- Wolf Taninbaum – strumento a fiato
- Stan Webb – strumento a fiato
- Peter Pumiglio – sassofono alto, clarinetto
- Billy Butterfield – tromba
- Jimmy Nottingham – tromba
- Ernie Royal – tromba
- Albert Godlis – trombone
- Urbie Green – trombone
- Al Caiola – chitarra
- Chuck Wayne – chitarra
- Frank Carroll – contrabbasso
- Bernie Leighton – piano
- William Exiner – batteria

These Foolish Things (Remind Me of You) / I'll Be Seeing You / Love Walked In / Without a Song
- Tony Bennett – voce
- Ray Conniff – conduttore orchestra
- Al Epstein – strumento a fiato
- J. Palmer – strumento a fiato
- Wolf Taninbaum – strumento a fiato
- Milt Yaner – strumento a fiato
- Peter Pumiglio – sassofono alto, clarinetto
- Dale McMickle – tromba
- Jimmy Nottingham – tromba
- Doc Severinsen – tromba
- Urbie Green – trombone
- Jack Satterfield – trombone
- Don Arnone – chitarra
- Chuck Wayne – chitarra
- Frank Carroll – contrabbasso
- Bernie Leighton – piano
- William Exiner – batteria
- Lucien Schmidt – violoncello
- Alan Schuman – violoncello
- Rudolf Bocho – violino
- Julius Brand – violino
- Emanuel Green – violino
- Julius Held – violino
- Harry Hoffman – violino
- Milton Lomask – violino
- George Ockner – violino
- Gene Orloff – violino
- Samuel Rand – violino
- Sidney Brecher – viola
- Richard Dickler – viola

I Can't Give You Anything But Love / Boulevard of Broken Dreams / Always
- Tony Bennett – voce
- Ray Conniff – conduttore orchestra
- Al Epstein – strumento a fiato
- Wolf Taninbaum – strumento a fiato
- Stan Webb – strumento a fiato
- Milt Yaner – strumento a fiato
- Peter Pumiglio – sassofono alto, clarinetto
- Bernie Glow – tromba
- Jimmy Nottingham – tromba
- Ernie Royal – tromba
- Urbie Green – trombone
- Thomas Mitchell – trombone
- Al Caiola – chitarra
- Chuck Wayne – chitarra
- Frank Carroll – contrabbasso
- Bernie Leighton – piano
- H. Breuer – batteria
- William Exiner – batteria

Lost in the Stars
- Tony Bennett – voce
- Percy Faith – conduttore orchestra
- Bernard Kaufman – strumento a fiato
- E. Powell – strumento a fiato
- F. Schwartz – strumento a fiato
- W. Versaci – strumento a fiato
- Phil Bodner – sassofono alto, sassofono tenore, clarinetto
- Robert Alexander – trombone
- Larry Altpeter – trombone
- Albert Godlis – trombone
- Urbie Green – trombone
- Chuck Wayne – chitarra
- Frank Carroll – contrabbasso
- Dick Hyman – piano
- M. Grupp – batteria
- I. Cusikoff – violoncello
- Lucien Schmidt – violoncello
- Samuel Carmell – violino
- Emanuel Green – violino
- Julius Held – violino
- Harry Hoffman – violino
- Leo Kruczek – violino
- Harold Melnikoff – violino
- George Ockner – violino
- Gene Orloff – violino
- Julius Schachter – violino
- Sidney Brecher – viola
- Richard Dickler – viola
- Mike Stewart – cori
- Lois Winter – cori [4]